# ジョン・スクギョン
ジョン・スクギョン (全 淑京、ハングル: 전숙경、1974年1月31日 - ) は、大韓民国の声優である。

## 出演作品

### テレビアニメ
- ロボットボーイ（ロボットボーイ）
- パウ・パトロール（ズーマ）
- ONE PIECE（モネ）
- だぁ!だぁ!だぁ!（光月未来）※第1期のみ
- ストレスゼロ
- 怪奇ゾーン グラビティフォールズ（メイベル・パインズ）

### 劇場アニメ
- ターボ（バーン）
- トロールズ（シェフ）
- リメンバー・ミー（ママ・イメルダ）
- 映画 妖怪ウォッチ FOREVER FRIENDS（有星キネ、ナレーション）
- ペット2（デイジー）
- 2分の1の魔法（ローレル・ライトフット）
- ソウルフル・ワールド（テリー）
- ラーヤと龍の王国（ヴィラーナ）
- ミラベルと魔法だらけの家 (フリエッタ・マドリガル)
- マイ・エレメント (シンダー・ルーメン)